# Боднаренко, Елена Владимировна
Елена Владимировна Боднаренко (рум. Elena Bodnarenco; 5 марта 1965 — 4 июля 2022) — молдавский политический деятель, депутат Парламента Республики Молдова (2005—2011, 2014—2019, 2021—2022), мэр города Сороки (2011—2015).

## Биография
Родилась в городе Сороки 5 марта 1965 года.
После окончания школы сдала вступительные экзамены на юридический факультет государственного университета, но не прошла по конкурсу. Работала на Сорокском заводе технологического оборудования художником, экономистом, бухгалтером, заместителем директора. Заочно окончила индустриальный техникум в Харькове, Молдавский свободный международный университет (Universitatea Liberă Internațională din Moldova) и Академию государственного управления при Президенте Республики Молдова (Кишинёв).
Вступила в ПКРМ (Партия коммунистов Республики Молдова) в 1994 году. Секретарь, первый секретарь районного комитета ПКРМ в Сороках, с 2000 г. член ЦК, член Политисполкома ЦК Партии, с января 2016 г. исполнительный секретарь ПКРМ.
Депутат Парламента Республики Молдова (2005—2011, 2014—2019).
Мэр (примар) города Сороки (05.06.2011— январь 2015). В 2019—2021 гг. советник муниципального совета.
По итогам досрочных парламентских выборов, состоявшихся 11 июля 2021 года, вновь избрана в Парламент — от Блока коммунистов и социалистов.
Умерла от онкологического заболевания 4 июля 2022 года в Кишинёве.